# St Lawrence, Essex
St Lawrence är en by och en civil parish i Maldon i Storbritannien. Den ligger i grevskapet Essex och riksdelen England, i den sydöstra delen av landet, 70 km öster om huvudstaden London. Orten har 1 388 invånare (2011). Byn nämndes i Domedagsboken (Domesday Book) år 1086, och kallades då Niuuelanda/Niwelant.
Klimatet i området är tempererat. Årsmedeltemperaturen i trakten är 9 °C. Den varmaste månaden är augusti, då medeltemperaturen är 19 °C, och den kallaste är december, med 1 °C.